# 卡尔·里特尔·冯·盖加
卡尔·里特尔·冯·盖加 或 卡尔·冯·盖加 （英語：Carl Ritter von Ghega，1802年1月10日 – 1860年3月14日）是19世纪奥地利阿尔巴尼亚裔工程师，铁路工程先驱者，因设计穿和主持修建越阿尔卑斯山脉的塞默林铁路而闻名于世。 

## 生平
卡尔·里特尔·冯·盖加出生于威尼斯的一个阿尔巴尼亚家庭，原名卡罗·盖加（Carlo Ghega）。
1851年被授予『Ritter』（骑士）爵位，以表彰他在塞默林铁路项目中的贡献，1853年，他也被任命为奥地利帝国首席铁路规划师。

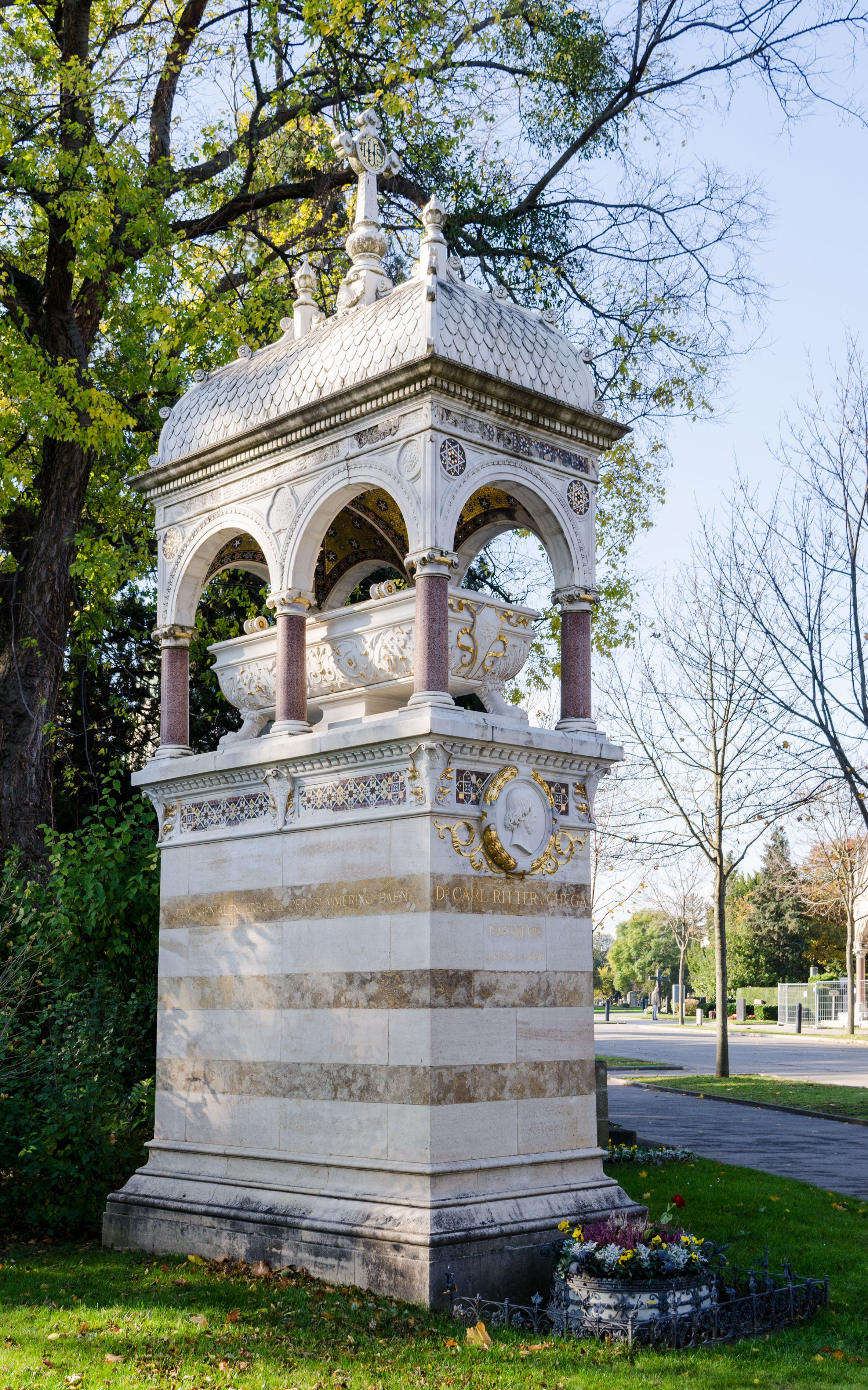
位于维也纳中央公墓中的盖加墓